# Roberto García (Karnevalist)
Roberto García (* 20. Jahrhundert; † 28. Mai 2012 in Montevideo) war ein uruguayischer Karnevalist, Texter und Schauspieler.
Der Murguista Roberto „Flaco“ García war am 10. Juni 1980 mitten in der Phase der zivil-militärischen Diktatur in Uruguay Gründungsmitglied von Falta y Resto und eine bedeutende Figur im uruguayischen Karneval. Bekannt war er unter anderem für seine Interpretation des Couplets der „Murga La“. Auch wirkte er gesanglich bei Jaime Roos’ „Adiós Juventud“ mit.
García befand sich nach einer Operation aufgrund seines seit Jahren vorhandenen Lungenkrebsleidens stationär im Centro Tarará. Dies war ihm durch einen zuvor erfolgten öffentlichen Spendenaufruf und Gründung der Fundación Roberto García im April 2012 ermöglicht worden, da er selbst nicht über die erforderlichen finanziellen Mittel verfügte.